# Lista över fornlämningar i Ljungby kommun (Ljungby)
Lista över fornlämningar i Ljungby kommun (Ljungby) är en förteckning av ett urval av de fornlämningar som finns i Ljungby i Ljungby kommun.
| Namn                                 | Lämningstyp                 | Tillkomsttid | Historisk indelning | Plats   | Läge                 | ID-nr          | Bild                                      |
| ------------------------------------ | --------------------------- | ------------ | ------------------- | ------- | -------------------- | -------------- | ----------------------------------------- |
| Ljungby 4:1                          | Gravfält                    |              | Ljungby, Småland    |         | 56.835382, 13.906910 | 10073500040001 | Ladda upp en bild av detta fornminne      |
| Ljungby 5:1                          | Gravfält                    |              | Ljungby, Småland    |         | 56.843647, 13.911406 | 10073500050001 | Ladda upp en bild av detta fornminne      |
| Ljungby 6:1                          | Gravfält                    |              | Ljungby, Småland    |         | 56.843639, 13.913672 | 10073500060001 | Ladda upp en bild av detta fornminne      |
| Ljungby 7:1                          | Gravfält                    |              | Ljungby, Småland    |         | 56.843222, 13.915912 | 10073500070001 | Ladda upp en bild av detta fornminne      |
| Ljungby 8:1                          | Gravfält                    |              | Ljungby, Småland    |         | 56.843278, 13.908169 | 10073500080001 | Ladda upp en bild av detta fornminne      |
| Stenstugubacken (Ljungby 9:1)        | Röse                        |              | Ljungby, Småland    |         | 56.851957, 13.911752 | 10073500090001 | Ladda upp en bild av detta fornminne      |
| Stenstugubacken (Ljungby 9:2)        | Stensättning                |              | Ljungby, Småland    |         | 56.851881, 13.911373 | 10073500090002 | Ladda upp en bild av detta fornminne      |
| Stenstugubacken (Ljungby 9:3)        | Hög                         |              | Ljungby, Småland    |         | 56.851890, 13.912005 | 10073500090003 | Ladda upp en bild av detta fornminne      |
| "Finnekull" (Ljungby 10:1)           | Stenkammargrav              |              | Ljungby, Småland    |         | 56.844338, 13.900640 | 10073500100001 | Ladda upp en bild av detta fornminne      |
| Ljungby 11:1                         | Gravfält                    |              | Ljungby, Småland    |         | 56.853200, 13.904072 | 10073500110001 | Ladda upp en bild av detta fornminne      |
| Ljungby 13:1                         | Gravfält                    |              | Ljungby, Småland    |         | 56.854883, 13.888989 | 10073500130001 | Ladda upp en bild av detta fornminne      |
| "Resestenarna" (Ljungby 14:1)        | Gravfält                    |              | Ljungby, Småland    |         | 56.856405, 13.856175 | 10073500140001 | Ladda upp en bild av detta fornminne      |
| Ljungby 15:1                         | Röse                        |              | Ljungby, Småland    |         | 56.857201, 13.882463 | 10073500150001 | Ladda upp en bild av detta fornminne      |
| Ljungby 15:2                         | Hög                         |              | Ljungby, Småland    |         | 56.857275, 13.882833 | 10073500150002 | Ladda upp en bild av detta fornminne      |
| Ljungby 18:1                         | Hällristning                |              | Ljungby, Småland    |         | 56.839033, 13.937236 | 10073500180001 | Ladda upp en bild av detta fornminne      |
| Ljungby 20:1                         | Hög                         |              | Ljungby, Småland    |         | 56.838900, 13.933727 | 10073500200001 | Ladda upp en till bild av detta fornminne |
| Ljungby 20:2                         | Hällristning                |              | Ljungby, Småland    |         | 56.838634, 13.934053 | 10073500200002 | Ladda upp en bild av detta fornminne      |
| Ljungby 21:1                         | Hällristning                |              | Ljungby, Småland    |         | 56.845831, 13.937902 | 10073500210001 | Ladda upp en bild av detta fornminne      |
| Ljungby 21:2                         | Hällristning                |              | Ljungby, Småland    |         | 56.845810, 13.937941 | 10073500210002 | Ladda upp en bild av detta fornminne      |
| Ljungby 21:3                         | Hällristning                |              | Ljungby, Småland    |         | 56.845798, 13.937952 | 10073500210003 | Ladda upp en bild av detta fornminne      |
| Ljungby 22:1                         | Gravfält                    |              | Ljungby, Småland    |         | 56.854745, 13.942896 | 10073500220001 | Ladda upp en bild av detta fornminne      |
| Ljungby 23:1                         | Gravfält                    |              | Ljungby, Småland    |         | 56.857061, 13.949552 | 10073500230001 | Ladda upp en bild av detta fornminne      |
| Ljungby 24:1                         | Gravfält                    |              | Ljungby, Småland    |         | 56.829025, 13.961836 | 10073500240001 | Ladda upp en till bild av detta fornminne |
| Ljungby 26:1                         | Gravfält                    |              | Ljungby, Småland    |         | 56.854266, 13.960995 | 10073500260001 | Ladda upp en bild av detta fornminne      |
| Replösastenen / Sm 35 (Ljungby 28:1) | Runristning                 |              | Ljungby, Småland    |         | 56.847828, 13.974693 | 10073500280001 | Ladda upp en till bild av detta fornminne |
| Ljungby 29:1                         | Stenkrets                   |              | Ljungby, Småland    | Replösa | 56.847632, 13.974702 | 10073500290001 | Ladda upp en till bild av detta fornminne |
| Replösa gravfält (Ljungby 30:1)      | Gravfält                    |              | Ljungby, Småland    | Replösa | 56.847507, 13.976037 | 10073500300001 | Ladda upp en till bild av detta fornminne |
| Ljungby 31:1                         | Gravfält                    |              | Ljungby, Småland    | Replösa | 56.844642, 13.974157 | 10073500310001 | Ladda upp en bild av detta fornminne      |
| Ljungby 32:1                         | Gravfält                    |              | Ljungby, Småland    |         | 56.854107, 13.981020 | 10073500320001 | Ladda upp en bild av detta fornminne      |
| Ljungby 34:1                         | Gravfält                    |              | Ljungby, Småland    |         | 56.856735, 13.982777 | 10073500340001 | Ladda upp en bild av detta fornminne      |
| Ljungby 36:2                         | Hög                         |              | Ljungby, Småland    |         | 56.836134, 13.938704 | 10073500360002 | Ladda upp en till bild av detta fornminne |
| Ljungby 37:1                         | Gravfält                    |              | Ljungby, Småland    |         | 56.840126, 13.967643 | 10073500370001 | Ladda upp en bild av detta fornminne      |
| Ljungby 39:1                         | Hög                         |              | Ljungby, Småland    |         | 56.830100, 13.961978 | 10073500390001 | Ladda upp en bild av detta fornminne      |
| Ljungby 39:2                         | Hög                         |              | Ljungby, Småland    |         | 56.829965, 13.961876 | 10073500390002 | Ladda upp en bild av detta fornminne      |
| Ljungby 39:3                         | Hög                         |              | Ljungby, Småland    |         | 56.829842, 13.961779 | 10073500390003 | Ladda upp en bild av detta fornminne      |
| Ljungby 39:4                         | Hög                         |              | Ljungby, Småland    |         | 56.829731, 13.961698 | 10073500390004 | Ladda upp en bild av detta fornminne      |
| Ljungby 40:1                         | Gravfält                    |              | Ljungby, Småland    |         | 56.818079, 13.955802 | 10073500400001 | Ladda upp en bild av detta fornminne      |
| Ljungby 41:1                         | Gravfält                    |              | Ljungby, Småland    |         | 56.818536, 13.957795 | 10073500410001 | Ladda upp en bild av detta fornminne      |
| Ljungby 45:1                         | Gravfält                    |              | Ljungby, Småland    |         | 56.838760, 13.859508 | 10073500450001 | Ladda upp en bild av detta fornminne      |
| Ljungby 46:1                         | Stenkammargrav              |              | Ljungby, Småland    |         | 56.838117, 13.856319 | 10073500460001 | Ladda upp en bild av detta fornminne      |
| Ljungby 48:1                         | Gravfält                    |              | Ljungby, Småland    |         | 56.840019, 13.919953 | 10073500480001 | Ladda upp en bild av detta fornminne      |
| Ljungby 50:1                         | Hög                         |              | Ljungby, Småland    |         | 56.835365, 13.866181 | 10073500500001 | Ladda upp en bild av detta fornminne      |
| Ljungby 52:1                         | Gravfält                    |              | Ljungby, Småland    |         | 56.871113, 13.927395 | 10073500520001 | Ladda upp en bild av detta fornminne      |
| Ljungby 55:2                         | Grav markerad av sten/block |              | Ljungby, Småland    |         | 56.838214, 13.857379 | 10073500550002 | Ladda upp en bild av detta fornminne      |
| Ljungby 57:1                         | Runristning                 |              | Ljungby, Småland    |         | 56.835548, 13.938038 | 10073500570001 | Ladda upp en till bild av detta fornminne |
| Ljungby 61:1                         | Hällristning                |              | Ljungby, Småland    |         | 56.845179, 13.965504 | 10073500610001 | Ladda upp en bild av detta fornminne      |
| Ljungby 61:2                         | Hällristning                |              | Ljungby, Småland    |         | 56.845198, 13.965489 | 10073500610002 | Ladda upp en bild av detta fornminne      |
| Ljungby 77:1                         | Grav markerad av sten/block |              | Ljungby, Småland    |         | 56.807291, 13.945774 | 10073500770001 | Ladda upp en bild av detta fornminne      |
| Ljungby 79:1                         | Röse                        |              | Ljungby, Småland    |         | 56.857128, 13.857692 | 10073500790001 | Ladda upp en bild av detta fornminne      |
| Ljungby 79:2                         | Röse                        |              | Ljungby, Småland    |         | 56.857161, 13.857099 | 10073500790002 | Ladda upp en bild av detta fornminne      |
| Ljungby 80:1                         | Stensättning                |              | Ljungby, Småland    |         | 56.858996, 13.861919 | 10073500800001 | Ladda upp en bild av detta fornminne      |
| Ljungby 82:1                         | Hällristning                |              | Ljungby, Småland    |         | 56.840939, 13.940831 | 10073500820001 | Ladda upp en bild av detta fornminne      |
| Ljungby 87:1                         | Hällristning                |              | Ljungby, Småland    |         | 56.838391, 13.929067 | 10073500870001 | Ladda upp en bild av detta fornminne      |
| Ljungby 88:1                         | Hällristning                |              | Ljungby, Småland    |         | 56.839010, 13.929358 | 10073500880001 | Ladda upp en bild av detta fornminne      |
| Ljungby 88:2                         | Hällristning                |              | Ljungby, Småland    |         | 56.839007, 13.929350 | 10073500880002 | Ladda upp en bild av detta fornminne      |
| Ljungby 89:1                         | Hällristning                |              | Ljungby, Småland    |         | 56.838496, 13.931339 | 10073500890001 | Ladda upp en bild av detta fornminne      |
| Ljungby 89:2                         | Hällristning                |              | Ljungby, Småland    |         | 56.838395, 13.931378 | 10073500890002 | Ladda upp en bild av detta fornminne      |
| Ljungby 89:3                         | Hällristning                |              | Ljungby, Småland    |         | 56.838450, 13.931406 | 10073500890003 | Ladda upp en bild av detta fornminne      |
| Ljungby 94:1                         | Hällristning                |              | Ljungby, Småland    |         | 56.838626, 13.891913 | 10073500940001 | Ladda upp en bild av detta fornminne      |
| Ljungby 98:1                         | Hällristning                |              | Ljungby, Småland    |         | 56.844781, 13.936345 | 10073500980001 | Ladda upp en bild av detta fornminne      |
| Ljungby 99:1                         | Hällristning                |              | Ljungby, Småland    |         | 56.844012, 13.933880 | 10073500990001 | Ladda upp en bild av detta fornminne      |
| Ljungby 100:1                        | Hällristning                |              | Ljungby, Småland    |         | 56.843737, 13.932136 | 10073501000001 | Ladda upp en bild av detta fornminne      |
| Ljungby 114:1                        | Hällristning                |              | Ljungby, Småland    |         | 56.842725, 13.929054 | 10073501140001 | Ladda upp en till bild av detta fornminne |
| Ljungby 114:2                        | Hällristning                |              | Ljungby, Småland    |         | 56.842527, 13.928647 | 10073501140002 | Ladda upp en bild av detta fornminne      |
| Ljungby 115:1                        | Stensättning                |              | Ljungby, Småland    |         | 56.842742, 13.928928 | 10073501150001 | Ladda upp en till bild av detta fornminne |
| Ljungby 115:2                        | Stensättning                |              | Ljungby, Småland    |         | 56.842546, 13.928532 | 10073501150002 | Ladda upp en bild av detta fornminne      |
| Ljungby 116:1                        | Hällristning                |              | Ljungby, Småland    |         | 56.842203, 13.933817 | 10073501160001 | Ladda upp en bild av detta fornminne      |
| Ljungby 116:2                        | Hällristning                |              | Ljungby, Småland    |         | 56.842039, 13.934465 | 10073501160002 | Ladda upp en bild av detta fornminne      |
| Ljungby 117:1                        | Hällristning                |              | Ljungby, Småland    |         | 56.844648, 13.897874 | 10073501170001 | Ladda upp en bild av detta fornminne      |
| Ljungby 118:1                        | Hällristning                |              | Ljungby, Småland    |         | 56.836354, 13.926996 | 10073501180001 | Ladda upp en bild av detta fornminne      |